# 伊藤精司
伊藤 精司（いとう せいじ、1882年〈明治15年〉3月1日 - 1964年〈昭和39年〉6月22日）は、日本陸軍の軍人。階級は陸軍少将。武道の称号は大日本武徳会銃剣術範士、剣道教士。流派は直心影流。
陸軍戸山学校教官、富山連隊区司令官、歩兵第45連隊長、陸軍憲兵学校教授、拓殖大学専門部武徳科長を歴任した。

## 経歴
新潟県生まれ。1897年（明治30年）新潟中学校に入学後、直心影流を学ぶ。1905年（明治38年）3月、陸軍士官学校（17期）を卒業し、同年4月、歩兵少尉に任官。その後、陸軍きっての名剣士となる。
1929年（昭和4年）、御大礼記念天覧武道大会指定選士の部に出場。予選リーグで大麻勇次、小関教政、早坂広道と戦い、小関に敗れ2勝1敗。同点となった大麻との決勝戦で惜敗し、予選リーグ敗退した。1931年（昭和6年）8月に陸軍歩兵大佐進級と同時に富山連隊区司令官に着任し、1933年（昭和8年）8月に歩兵第45連隊長に転じた。
1934年（昭和9年）、皇太子殿下御誕生奉祝天覧武道大会府県選士の部の審判員並びに指定選士として出場。予選リーグで橋本統陽、鶴田三雄、江口卯吉と戦い、橋本に敗れ2勝1敗。同点となった橋本および江口との決勝戦で江口に敗れ、予選リーグ敗退した。
1936年（昭和11年）3月7日、陸軍少将に進級と同時に待命となり、同月17日、予備役に編入された。
1940年（昭和15年）、紀元二千六百年奉祝天覧武道大会の剣道対銃剣術異種試合に銃剣術範士として出場。剣道範士の宮崎茂三郎との特選試合を披露した。

## 栄典
- 1940年（昭和15年）8月15日 - 紀元二千六百年祝典記念章[5]